# Montgarri
Montgarri, antigament un municipi, és una entitat de població del terme municipal de Naut Aran, al terçó de Pujòlo de la comarca de la Vall d'Aran.
Està situat a 1.645 metres d'altitud, travessant el Pla de Beret. L'any 2019 no tenia cap habitant censat, a causa del despoblament de la vila que es va produir entre el 1945 i el 1955 per les dificultats per a accedir al poble.
Al costat del santuari hi havia una rectoria i un hospital. Actualment, al lloc de la rectoria hi ha el Refugi de Montgarri i també una borda que fa de restaurant.

## Llocs d'interès

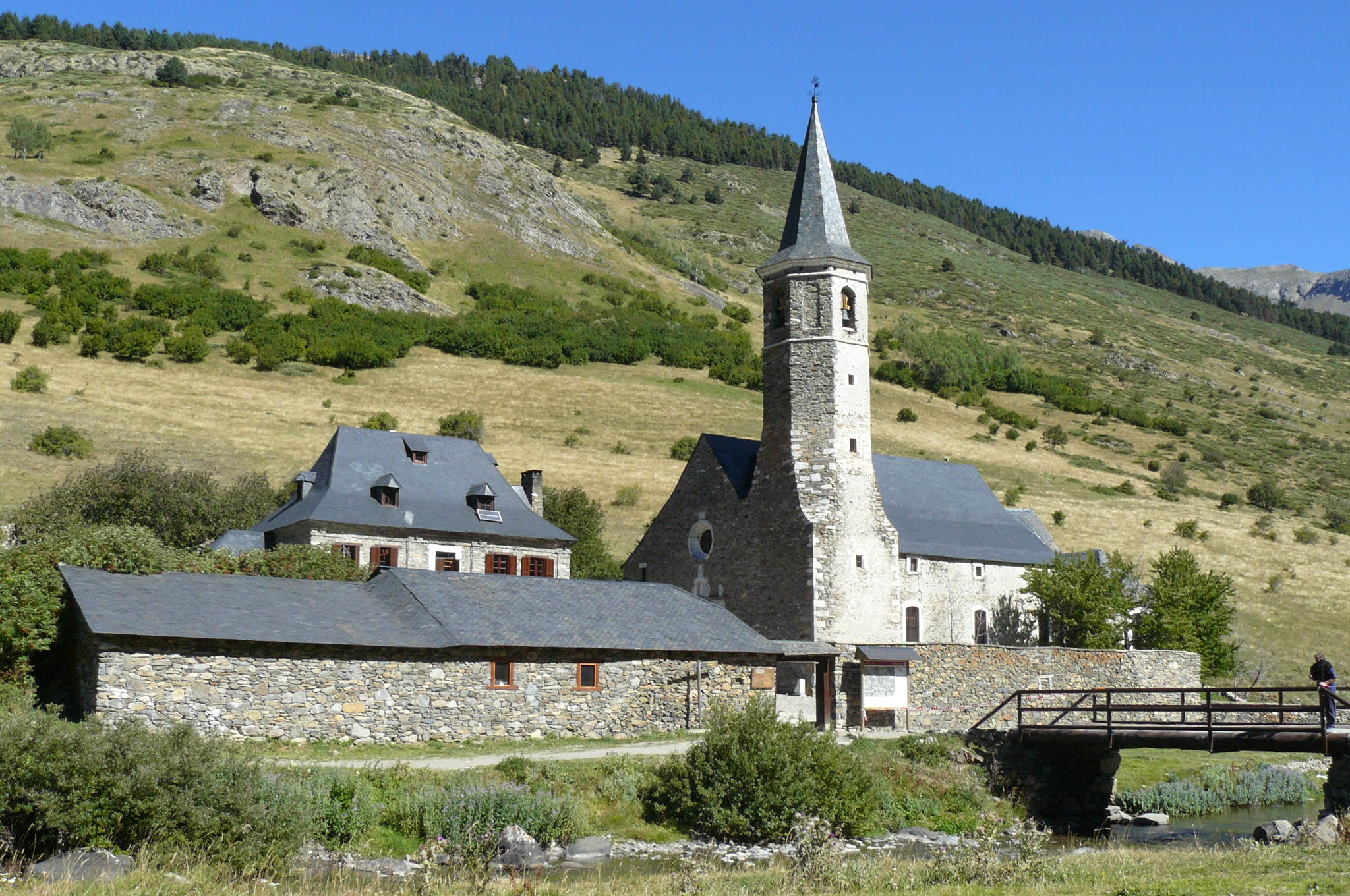
Santuari de Montgarri

- Santuari de Montgarri del segle xvi, al marge esquerre del riu Noguera Pallaresa. Hi destaca el campanar acabat en fletxa i octogonal.[1] L'edifici original datava d'entre el 1117 i 1119.[2]

## Festes locals
- Romeria a la verge de Montgarri els dies 2 de juliol i 15 d'agost.[1]